# ناحية مركز تلدو
ناحية مركز تلدو إحدى نواحي سوريا تتبع إداريّاً لمحافظة حمص منطقة تلدو ومركزها مدينة تلدو، بلغ تعداد سكان الناحية 33,206 نسمة حسب التعداد السكاني لعام 2004.

## بلدات وقرى ناحية مركز تلدو
عرقايا، برج قاعي، حداثة، الحيصة، هرقل، الحشمة، الحميمة، جرنايا، محناية، مجيدل، رفعين، رأس العين، سمعليل، سنيسل، الشامة (كراد داسنية)، تلدو، الغور الغربية (غور سمعليل)، زيبق.